# 聖詹姆斯醫學院
聖詹姆斯醫學院（英語：Saint James School of Medicine，縮寫为SJSM）是一所總部位於美國伊利諾伊州帕克里奇的私立學校，但其校區位於克拉倫代克和安圭拉。該學院有權授予醫學士學位。
圣詹姆斯學院創始於1999年，2000年開始建克拉倫代克主校區。2010年在安圭拉開設新校區。

## 外部連結
- 官方网站

42°2′0″N 87°51′52″W / 42.03333°N 87.86444°W